# Зайцев, Василий Петрович (спортсмен)
Василий Петрович Зайцев (14 января 1916 — 8 апреля 2002) — советский футболист и хоккеист (нападающий).

## Биография
В чемпионате СССР по футболу играл за «Буревестник» Москва (1938 — 22 игры, три гола) и «Динамо» Минск (1946 — 8 игр, два гола). В 1947 году выступал за «Буревестник» в группе II.
В хоккей играл за «Буревестник» Москва (1947/48, 2 группа), Локомотив (Москва) (1949/50, 1 группа) и МВО Калинин (1951/52, РСФСР).